# هواپیمایی بین‌المللی اوکراین

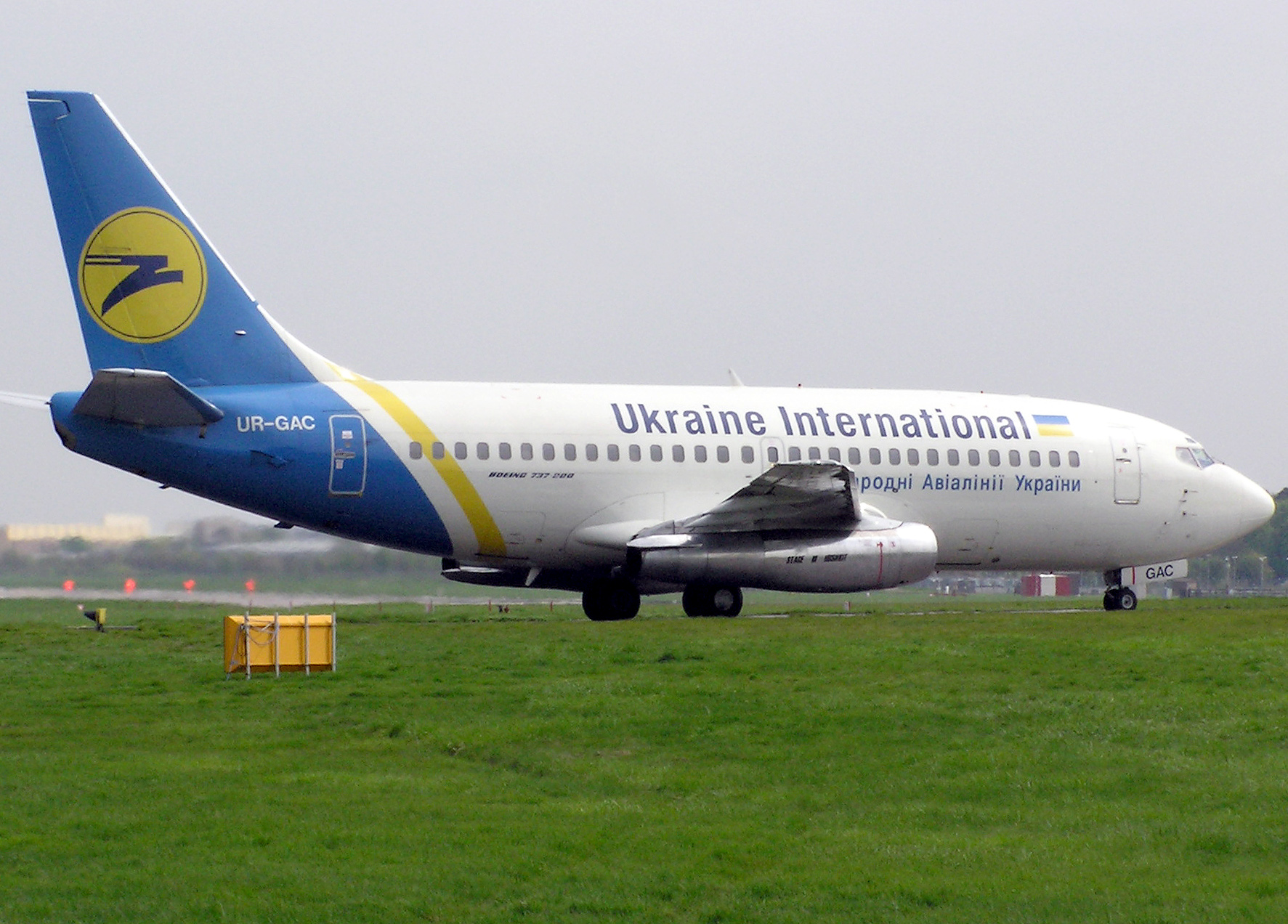
هواپیمای بوئینگ ۷۳۷ متعلق به هواپیمایی بین‌المللی اوکراین

هواپیمایی بین‌المللی اوکراین (به انگلیسی: Ukraine International Airlines) شرکت هواپیمایی حامل پرچم اوکراین است، که در سال ۱۹۹۲ راه‌اندازی شد و هم‌اکنون بعنوان بزرگ‌ترین خطوط هواپیمایی این کشور، شناخته می‌شود.
شرکت هواپیمایی بین‌المللی اوکراین در حال حاضر روزانه به ۷۵ مقصد در اروپا، آسیا، خاورمیانه و ایالات متحده آمریکا پروازهای مستقیم دارد. دفتر مرکزی این شرکت در شهر کی‌یف، اوکراین قرار دارد و فرودگاه بین‌المللی بوریسپیل، قطب این شرکت هواپیمایی به‌شمار می‌آید. این شرکت در حال حاضر در ناوگان هوایی خود، دارای ۴۱ فروند هواپیمای جت مسافربری می‌باشد.

## سقوط پرواز شماره ۷۵۲
یک فروند بوئینگ ۷۳۷ متعلق به این شرکت، که با ۱۷۶ سرنشین (۱۶۷ مسافر و ۹ خدمه) از تهران، ایران عازم کی‌یف، اوکراین بود، در تاریخ چهارشنبه ۸ ژانویهٔ ۲۰۲۰ (۱۸ دی ۱۳۹۸)، ساعت ۶:۱۲، حدود پنج دقیقه پس از بلند شدن از فرودگاه بین‌المللی امام خمینی، در صباشهر، از توابع شهریار توسط پدافند سپاه پاسداران انقلاب اسلامی ایران ساقط شد و همهٔ سرنشینان آن جان باختند.
در تاریخ ۲۰ دی ۱۳۹۸، ستاد کل نیروهای مسلح ایران طی بیانیه‌ای شلیک موشک سپاه پاسداران به این هواپیمای مسافربری را تأیید کرد و دلیل آن را «خطای انسانی غیرعمدی» اعلام کرد. در این بیانیه آمده‌است که در ساعات بعد از حمله به ایران به پایگاه هوایی عین الاسد، «پرواز شماره ۷۵۲ خطوط هوایی اوکراین از فرودگاه امام خمینی حرکت نموده و درهنگام چرخش، کاملاً در حالت نزدیک‌شونده به یک مرکز حساس نظامی سپاه و در ارتفاع و شکل پروازی یک هدف متخاصم قرار می‌گیرد که در این شرایط بر اثر بروز خطای انسانی و به‌صورت غیرعمد، هواپیمای مذکور مورد اصابت قرار گرفته‌است.»